# Ne partez pas sans moi
Ne partez pas sans moi (französisch für «Geht nicht weg ohne mich») ist der Siegertitel des Eurovision Song Contest 1988. Er wurde von Céline Dion gesungen, der Text stammt von Nella Martinetti, die Musik schrieb Atilla Şereftuğ. Es war der bislang letzte französischsprachige Titel, der den Eurovision Song Contest gewann sowie der zweite von drei Siegen beim Wettbewerb für die Schweiz. Dion nahm auch eine deutsche Version mit dem Titel Hand in Hand auf.

## Hintergrund und Produktion
Atilla Şereftuğ wurde 1987 von Urs Peter Keller beauftragt, einen neuen Titel für die Schweizer Vorentscheidung zum Eurovision Song Contest zu schreiben. Schon ein Jahr vorher hatte er den Schweizer Titel geschrieben und den zweiten Platz beim Eurovision Song Contest 1986 erreicht. Nachdem sich Şereftuğ lediglich wenige Sekunden von Céline Dions Stimme auf einem Demoband angehört hatte, habe er sich sofort für sie als Sängerin entschieden. Eine erste Anfrage an ihren Manager war jedoch erfolglos, da Dion gerade Konzerte in Québec absolvierte.
Ohne Kellers Wissen habe Şereftuğ dennoch ein Lied geschrieben, das er innerhalb von zwölf Minuten fertiggestellt habe. Daraufhin nahm er in einem Studio eine erste Demoversion auf, wobei er selbst «la la la» sang, da noch kein Text zum Lied existierte. Nella Martinetti wurde damit beauftragt. In Luzern wurde die endgültige Version mit Musikern der Pepe Lienhard Band aufgenommen. Die Aufnahmen mit Dion selbst fanden in Montreal statt und waren nach drei Durchläufen abgeschlossen, kurz vor Ablauf der Einreichungsfrist für die Schweizer Vorentscheidung. Diese fand am 6. Februar 1988 im Théâtre de Beausobre in Morges statt, wo Dion mit 44 Punkten vor der zweitplatzierten Gruppe Furbaz siegte.

## Musik und Text
Dion richtet das französischsprachige Lied an einen nicht näher benannten Personenkreis, den sie mit «ihr» (vous) anspricht. Sie fordert diese Personen auf, sie mitzunehmen und sie nicht zurückzulassen, um das allerschönste Abenteuer und die schönste Reise zu erleben (la plus belle aventure). Der Titel besteht aus zwei Strophen, die von einem jeweils unterschiedlichen Refrain getrennt sind. Im Outro wird die kommende Jahrtausendwende erwähnt und dass jene Gruppe in diese Richtung fliege (vous qui volez vers l’an 2000).
Das Lied wird zu Beginn durch Bläser eingeleitet, während der Strophen wird Dion von staccato gespielten Streichern begleitet. Die Soundeffekte wurden von Donald Häfliger durch den Einsatz eines Atari-Computers erstellt.

## Beim Eurovision Song Contest
Das Orchesterarrangement für den Eurovision Song Contest wurde von Bela Balint geschrieben. Die Einsätze des Schlagzeugs, Bass sowie der Synthesizer wurden vorab aufgenommen und nicht live gespielt. Entsprechend der damaligen Regularien wurde Dion daher auf der Bühne von Walter Parolo und Bruno Schwarz der Gruppe Dorados sowie von Donald Häfliger «begleitet». Das Dirigat führte ebenfalls Atilla Şereftuğ.
Das Finale fand am 30. April 1988 in Dublin statt. Die Schweiz trat als 9. Teilnehmerin von 21 Beiträgen auf und gewann den Wettbewerb mit nur einem Punkt Vorsprung. Bis zum Schluss der Abstimmung war offen, ob sie gewinnen würde, da sie sich zuvor ein Kopf-an-Kopf-Rennen mit dem britischen Beitrag Go von Scott Fitzgerald geliefert hatte. Die Führung wurde jedoch besiegelt, als Jugoslawien als letztes abzustimmendes Land dem Schweizer Beitrag sechs Punkte gab (womit er einen Punkt in Führung lag), jedoch keine Stimmen an das Vereinigte Königreich gab.

## Rezeption
Die B-Seite der Single wurde vom Label Carrere veröffentlicht und enthält die Instrumentalversion. In Deutschland wurde von der Teldec eine Ausgabe mit der deutschen Version Hand in Hand veröffentlicht.
| ChartsChartplatzierungen | Höchstplatzierung | Wochen |
| ------------------------ | ----------------- | ------ |
| Schweiz (IFPI)           | 11 (4 Wo.)        | 4      |

### Kritik
Das Thuner Tagblatt bezeichnete Ne partez pas sans moi nach dem Sieg bei der Vorentscheidung als «echtes Chanson». Obwohl Dion mit ihrer kräftigen Stimme «ab und zu näselte», habe sie die Vorentscheidung klar für sich entschieden. Der Bund beschrieb den Titel nach dem Sieg beim Grand Prix als «sehnsüchtig engagiertes Chanson», das Dion überzeugend auf der Bühne inszeniert habe und schrieb weiter: «Weniger Punkte hätte es sicher gegeben, wenn das Kostüm mitbewertet worden wäre: Ein Oberteil á la Maggie Thatcher kombiniert mit einer knapp über den Knien abgesägten Tüll-Krinoline.»